# Тоуд дъ Ует Спрокит
Тоуд дъ Ует Спрокит (на английски: Toad the Wet Sprocket) е американски алтернативен рок състав, сформиран през 1986 година. Групата се състои от вокалиста китарист Глен Филипс, китариста Тод Никълс, бас китариста Дийн Дининг и барабаниста Ренди Гъс. Пробиват в класациите през 90-те години с песни като Walk on the Ocean, All I Want, Something's Always Wrong и Fall Down. Разделят се през 1998 г., за да се посветят на други проекти, но се събират през 2006 г. за кратко за турнета на малки мероприятия в САЩ. През декември 2010 година групата обявява своето официално обединение.